# Moritz Honigmann
Moritz Honigmann (* 24. Juni 1844 in Düren; † 2. Mai 1918 in Aachen) war ein deutscher Chemiker, Erfinder und Unternehmer.

## Leben und Wirken
Der Sohn des Bergmeisters und Bergwerksbesitzers Eduard Honigmann (1809–1886) und der Maria Boelling (1811–1878) sowie Enkel des Bergamtsdirektors Johann Ehrenfried Honigmann (1775–1855) besuchte die Technischen Hochschulen in Berlin, Zürich und Karlsruhe und trat in die im Stolberger Ortsteil Atsch gelegene Chemische Fabrik Rhenania ein, die später in die Kali Chemie einfloss. Hier war Honigmann von 1866 bis 1868 Betriebsleiter und entwickelte eine moderne Laboranlage zur Herstellung von Ammoniaksoda nach dem Solvay-Verfahren. Als sich die Firmenleitung der Rhenania AG weigerte, dieses moderne und technisch überlegene Verfahren auch großtechnisch zur Produktion von Soda einzusetzen, gründete Honigmann 1871 trotz großer Bedenken der Anwohner die erste deutsche Ammoniaksoda-Fabrik auf dem Gelände der Königsgrube im Würselener Ortsteil Grevenberg, für die sein Vater eine Konzession zur Erschließung besaß. Die Zeche Königsgrube selbst hatte sein Vater allerdings bereits 1869 an die Vereinigungsgesellschaft für Steinkohlenbau im Wurmrevier verkauft. In seiner neu gegründeten Fabrik entwickelte Honigmann 1883 eine feuerlose Natronlokomotive, die zwischen Juni 1884 bis März 1885 von der Aachener und Burtscheider Pferdebahngesellschaft in Aachen eingesetzt wurde und kurzzeitig auch auf den Strecken der Aachen-Jülicher Eisenbahn zwischen Würselen und Eschweiler-Aue verkehrte. Diese Bauweise konnte sich jedoch nicht durchsetzen und verschwand bald aus der Öffentlichkeit. Im Jahre 1912 veräußerte Honigmann schließlich seine Fabrik an den Solvaykonzern.
1885 verweisen zwei Fachzeitschriften auf die technische Beschreibung sowie Weiterentwicklung der von ihm in Betrieb gesetzten Natronkessel.
Anschließend widmete er sich ganz der Leitung und der Betriebsverbesserung des ebenfalls von seinem Vater erschlossenen Steinkohlenbergwerks Nordstern in Merkstein (heute Stadtteil von Herzogenrath), an welchem er zusammen mit seinen Brüdern Carl (1842–1903) und Friedrich Honigmann (1841–1913) Erbanteile besaß und wo er noch zahlreiche technische Verbesserungen erprobte. Als letzter Überlebender der drei Brüder oblag es ihm, diese Zeche im Jahr 1914 in die „Hahnsche Werke AG“ zu überführen, welche später selbst zu einem Unternehmen der Mannesmanngruppe wurde.
Moritz Honigmann gründete 1911 zusammen mit seinem Bruder Friedrich die Moritz-Honigmann-Stiftung, welche mit ihren Stiftungsgeldern sowohl Projekte der Technischen Hochschule Aachen förderte als auch an der Gründung der an die Hochschule angeschlossenen staatlichen Aachener Erdbebenwarte beteiligt war. Für seine Verdienste um die Zusammenarbeit verlieh ihm die TH Aachen die Ehrendoktorwürde. Moritz Honigmann war Mitglied des Vereins Deutscher Ingenieure (VDI) und des Aachener Bezirksvereins des VDI.

## Familie

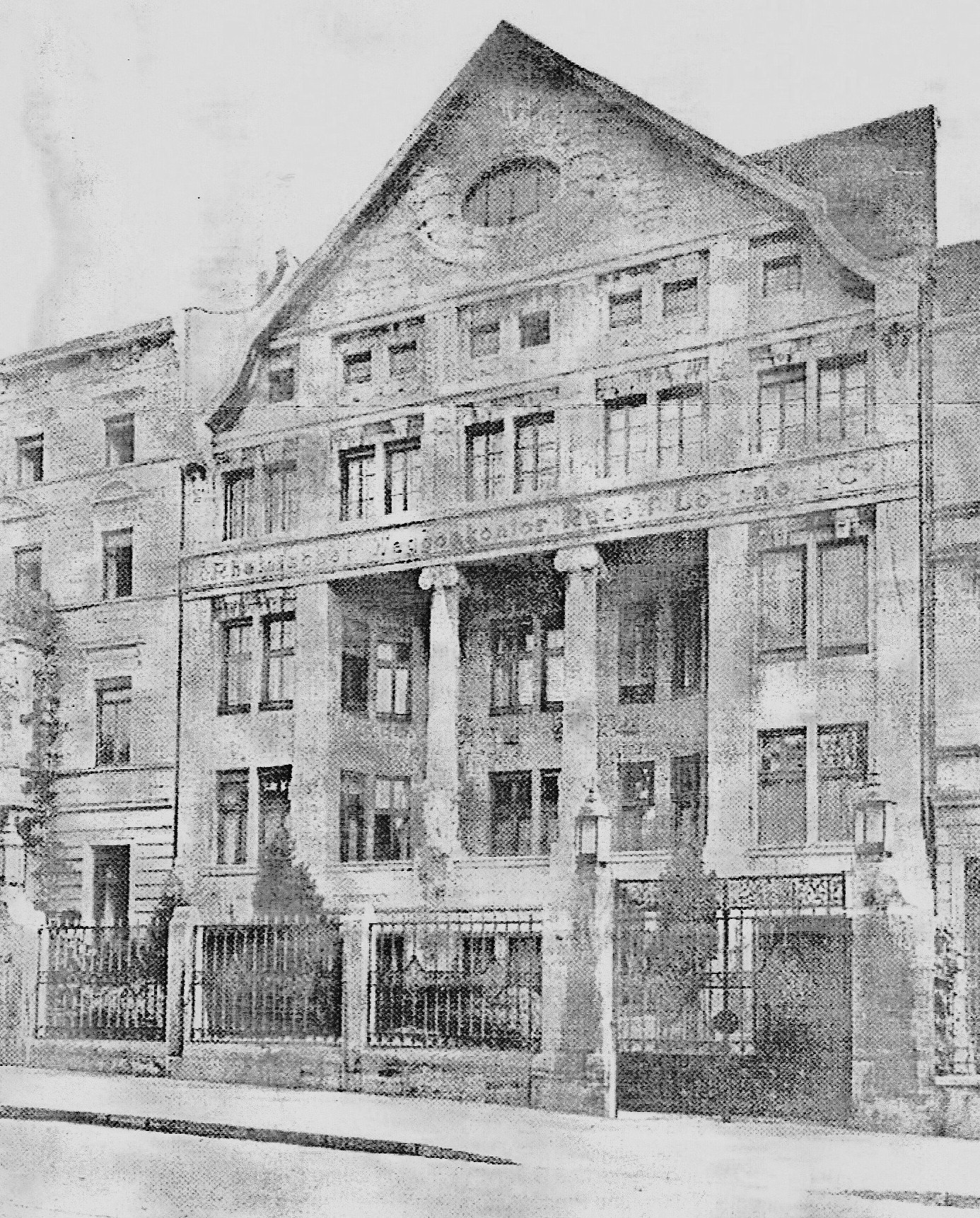
Villa Honigmann

Moritz Honigmann war verheiratet mit Marie Honigmann (1851–1939), der Tochter seines Onkels Ludwig Honigmann (1822–1898). Einer seiner Söhne, Otto Honigmann (1879–1959), wurde ein bekannter Reisefotograph und Hotelbesitzer in Bad Tölz, dessen Werke im Verlauf des Jahres 2010 im Staatlichen Museum für Völkerkunde in München ausgestellt waren. Moritz Honigmann fand seine letzte Ruhestätte auf dem Westfriedhof I in Aachen.
Die Familie Moritz Honigmann besaß und bewohnte in der Aachener Monheimsallee 42–44 eine stattliche Villa, die in den Jahren 1909/10 von dem Architekten Arnold Königs neu gestaltet worden war. Sie diente darüber hinaus ab 1913 dem Unternehmer Rudolf Lochner, der diese zunächst anmietete und 1921 kaufte, als Verwaltungssitz für sein Vertriebsunternehmen „Rheinisches Waggonkontor Rudolf Lochner & Cie.“ Im Rahmen seines Umzuges nach Berlin erhielt die Villa wieder einen neuen Eigentümer. Unter diesen Eigentümer bezogen im Jahr 1932 die Großeltern von Anne Frank, Abraham Holländer und Rosa Holländer-Stern, ein Appartement, in welchem Anne Frank bis zu ihrer Flucht 1934 in die Niederlande oft zu Besuch verweilte. Im Jahr 1939 folgte auch die mittlerweile verwitwete Rosa Holländer der Familie in die Niederlande nach. Am ehemaligen Standort der Villa erinnert ein Gedenkstein an die Familie Holländer und Anne Frank.